# Blaxhall
Blaxhall – wieś w Anglii, w hrabstwie Suffolk, w dystrykcie East Suffolk. Leży 24 km na północny wschód od miasta Ipswich i 132 km na północny wschód od Londynu. W 2001 miejscowość liczyła 233 mieszkańców.